# Isoperla bipartita
Isoperla bipartita är en bäcksländeart som beskrevs av Aubert 1963. Isoperla bipartita ingår i släktet Isoperla och familjen rovbäcksländor. Inga underarter finns listade i Catalogue of Life.